# Smittina variavicularis
Smittina variavicularis is een mosdiertjessoort uit de familie van de Smittinidae. De wetenschappelijke naam van de soort is voor het eerst geldig gepubliceerd in 1974 door Mawatari.